# Le Monde illustré (Montréal)
Pour les articles homonymes, voir Le Monde illustré et Le Monde illustré (Paris).
Le Monde illustré est un hebdomadaire montréalais fondé le 10 mai 1884 par Trefflé Berthiaume et Napoléon Sabourin. Ce journal illustré francophone a été créé afin d'occuper la « place vacante » laissée par la disparition de L'Opinion publique. Selon Bibliothèque et Archives nationales du Québec, « Le Monde illustré constitue une source unique pour l'appréciation de l'art de l'illustration québécoise au tournant du XXe siècle ». En 1902, Le Monde illustré devient L'Album universel.
Hermine Lanctôt, écrit, à partir de 1884, plus d'une centaine de textes dans le Monde illustré et le Recueil littéraire, sous divers pseudonymes (Hermance, Ninette, Angéline).